# Língua de sinais uruguaia
A Língua de Sinais Uruguaia (em Portugal: Língua Gestual Uruguaia) é a língua de sinais (pt: língua gestual) usada pela comunidade surda do Uruguai.